# Orquestra del Gewandhaus de Leipzig
L'Orquestra del Gewandhaus de Leipzig és una orquestra simfònica amb seu a Leipzig, Alemanya. S'anomena així per la sala de concerts on té la seu, el Gewandhaus ("Sala de Cotes (vestits)").
Els concerts a Leipzig daten d'inicis del segle xviii. Primer s'oferien en cases privades, i després en una fonda, abans que l'orquestra es traslladés a la Gewandhaus el 1781. A principis del segle xix, Felix Mendelssohn va ser el mestre de capella (kapellmeister). El 1885, l'orquestra es va traslladar a una nova sala de concerts, sala que va ser destruïda el 1944.
L'actual Gewandhaus és el tercer edifici amb aquest nom i va ser inaugurada el 1981. Hi ha un gran orgue a la sala, que des de fa molt temps porta el lema de l'orquestra, de 1781: res severa verum gaudium ("el verdader plaer és una seriosa empresa").
Entre els seus principals directors d'orquestra cal destacar: Arthur Nikisch, Wilhelm Furtwängler, Bruno Walter, Vaclav Neumann, i entre 1970 i 1996 Kurt Masur. Des de 1998 el director ha estat Herbert Blomstedt i l'any 2005 el va succeir Riccardo Chailly.

## Directors
- Riccardo Chailly (2005–)
- Herbert Blomstedt (1998-2005)
- Kurt Masur (1970-1996)
- Vaclav Neumann (1964-1968)
- Franz Konwitschny (1949-1962)
- Herbert Albert (1946-1949)
- Hermann Abendroth (1934-1945)
- Bruno Walter (1929-1933)
- Wilhelm Furtwängler (1922-1928)
- Arthur Nikisch (1895-1922)
- Carl Reinecke (1860-1895)
- Julius Rietz (1847-1854)
- Felix Mendelssohn (1835-1847)
- Johann Adam Hiller (1827-1835)
- Johann Gottfried Schicht (1810-1827)
- Johann Philipp Christoph Schulz (1785-1810)
- Christian August Pohlenz (1781-1785)